# Termele Stabiane
Termele Stabiane au fost un complex de terme romane antice din Pompeii, Italia, cele mai mari și cele mai vechi complexe de acest tip din oraș. Au început să fie construite în 125 î.Hr., fiind deci printre cele mai vechi complexe de băi din Antichitate. De-a lungul timpului, au fost renovate și extinse de multe ori, fiind distruse odată cu erupția Vezuviului din 79.